# Francesco Beschi
Francesco Beschi (Brescia, 6 agosto 1951) è un vescovo cattolico italiano, dal 22 gennaio 2009 vescovo di Bergamo.

## Biografia
Nasce a Brescia, città capoluogo di provincia e sede vescovile, il 6 agosto 1951.

### Formazione e ministero sacerdotale
Compie gli studi nei seminari di Brescia e, oltre agli studi teologici, frequenta il conservatorio per i corsi di violino.
Il 7 giugno 1975 è ordinato presbitero dal vescovo Luigi Morstabilini; celebra la prima messa nella sua parrocchia cittadina di Sant'Anna, nella periferia di Brescia.
Inizia il suo ministero presso la diocesi come vicario parrocchiale al Villaggio Sereno a Brescia. Nel 1981 viene nominato vicario cooperatore e mansionario della parrocchia della cattedrale; nel 1987 il nuovo arcivescovo-vescovo Bruno Foresti lo nomina direttore dell'Ufficio famiglia. Nel 1989 succede a monsignor Benito Gennaro Franceschetti nella direzione del Centro pastorale Paolo VI; in quegli anni segue anche il giovane clero nelle attività del biennio formativo.
Nel 1999 il nuovo vescovo Giulio Sanguineti lo nomina vicario episcopale per i laici e per i loro organismi di comunione e nel 2001 pro-vicario generale della diocesi di Brescia. Nel 2002 promuove e organizza la nascita del Centro Oratori Bresciani, volto ad essere il braccio operativo della pastorale giovanile diocesana.

### Ministero episcopale

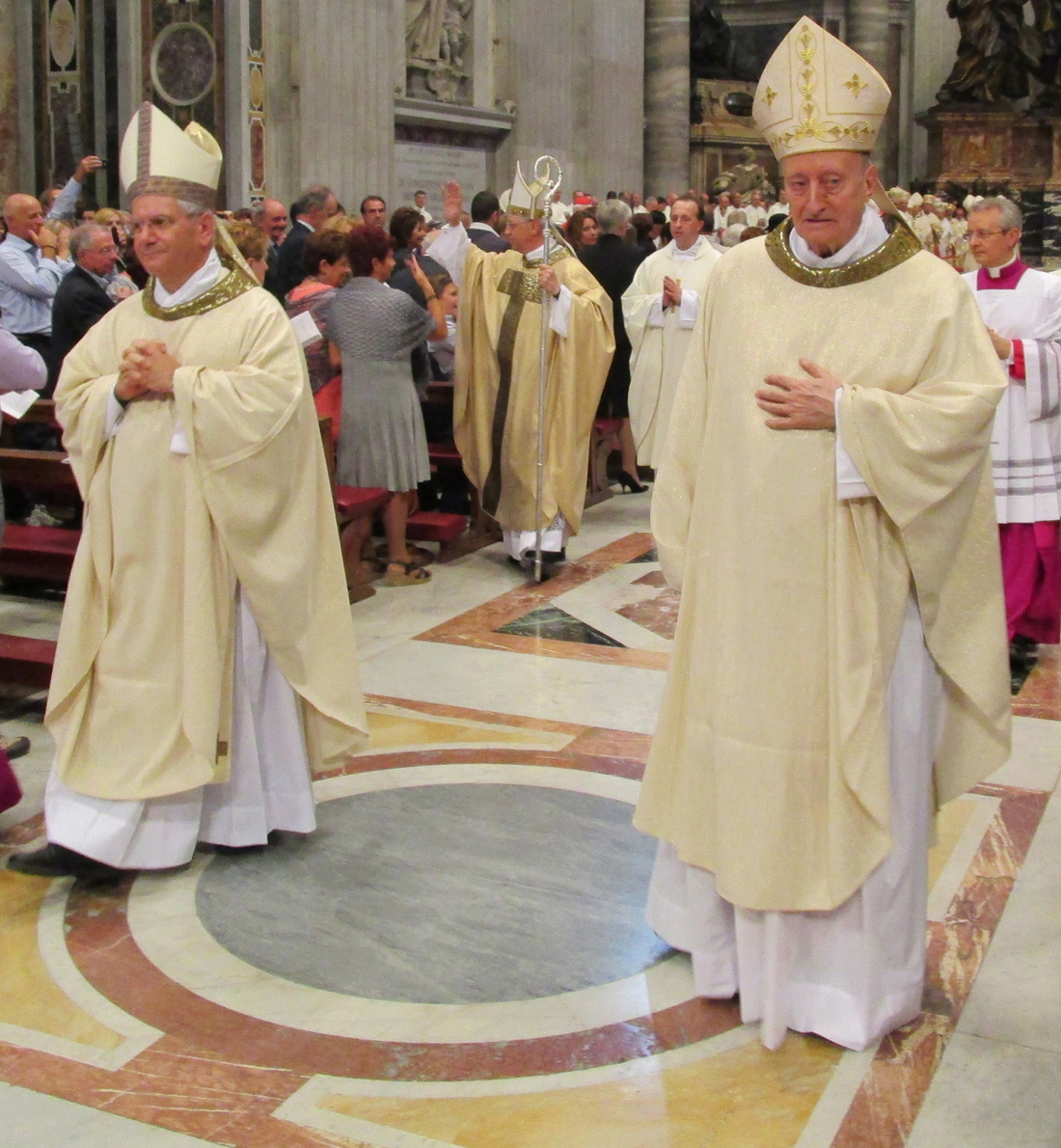
Mons. Beschi, il primo a sinistra, con il vescovo Giuseppe Merisi durante l'ordinazione episcopale di mons. Maurizio Malvestiti (al centro, in prospettiva; con il pastorale in mano), l'11 ottobre 2014.

Il 25 marzo 2003 è nominato vescovo ausiliare di Brescia e vescovo titolare di Vinda da papa Giovanni Paolo II. Il successivo 18 maggio riceve l'ordinazione episcopale, nella cattedrale di Brescia, dal vescovo Giulio Sanguineti, co-consacranti l'arcivescovo Bruno Foresti e il vescovo Vigilio Mario Olmi.
Il 22 gennaio 2009 papa Benedetto XVI lo nomina vescovo di Bergamo; succede a Roberto Amadei, dimessosi per raggiunti limiti di età. Il 15 marzo 2009 fa il suo ingresso in diocesi, nella cattedrale di Bergamo; durante il rito di insediamento, il cardinale Dionigi Tettamanzi, dopo la lettura della lettera apostolica inviata da papa Benedetto XVI attraverso il nunzio apostolico in Italia Giuseppe Bertello, dà l'annuncio alla comunità determinando così la presa di possesso canonico della diocesi.
In un'intervista critica alcune linee politiche della Lega Nord, con riferimento al tema dell'immigrazione, definendole inaccettabili per la coscienza cristiana e sottolineando che nella pratica quotidiana sono invece frequenti iniziative di solidarietà.
È presidente della commissione episcopale per l'evangelizzazione dei popoli e la cooperazione tra le Chiese della Conferenza Episcopale Italiana, dal 2015 al 2021.
Il 2 marzo 2016 è eletto vicepresidente della Conferenza episcopale lombarda.
Il 7 aprile 2019 dà avvio al processo per la causa di beatificazione di Giulia Gabrieli, proclamandola "serva di Dio" al santuario della Madonna dei Campi di Stezzano.

## Genealogia episcopale
La genealogia episcopale è:
- Cardinale Scipione Rebiba
- Cardinale Giulio Antonio Santori
- Cardinale Girolamo Bernerio, O.P.
- Arcivescovo Galeazzo Sanvitale
- Cardinale Ludovico Ludovisi
- Cardinale Luigi Caetani
- Cardinale Ulderico Carpegna
- Cardinale Paluzzo Paluzzi Altieri degli Albertoni
- Papa Benedetto XIII
- Papa Benedetto XIV
- Papa Clemente XIII
- Cardinale Enrico Benedetto Stuart
- Papa Leone XII
- Cardinale Chiarissimo Falconieri Mellini
- Cardinale Camillo Di Pietro
- Cardinale Mieczysław Halka Ledóchowski
- Cardinale Jan Maurycy Paweł Puzyna de Kosielsko
- Arcivescovo Józef Bilczewski
- Arcivescovo Bolesław Twardowski
- Arcivescovo Eugeniusz Baziak
- Papa Giovanni Paolo II
- Vescovo Giulio Sanguineti
- Vescovo Francesco Beschi

## Araldica
Blasonatura dello stemma: Interzato in mantello: nel 1º e nel 3º d'azzurro al giglio d'oro, nel 2º d'argento alla croce a doppia traversa d'oro sormontata in capo da una stella a 5 raggi dello stesso.
Nello stemma sono presenti:
- una stella dorata a cinque punte, tipico simbolo mariano;
- su sfondo azzurro, colore indicante il cielo ed ogni aspirazione, vi sono due gigli, che ricordano il patrono della diocesi di Bergamo, Sant'Alessandro, dal cui sangue nacquero due gigli, simbolo della purezza della fede;
- una croce d'oro a doppia traversa, che fa riferimento al duomo vecchio di Brescia, in cui è conservato il Tesoro delle Sante Croci.